# スクレロメーター
スクレロメーター (sclerometer)、ないし、ターナー・スクレロメーター (Turner-sclerometer) は、材料科学者や、冶金学（金属工学）研究者が、材料の引っかき硬度を計測するために使用する道具。名称は「硬い」を意味する古代ギリシア語: σκληρός （スクレロス）に由来する。1896年にイギリスで最初に冶金学の教授となった、バーミンガム大学教授トマス・ターナー（1861年 - 1951年）によって発明された。
ターナー・スクレロメーターによる試験は、一定の荷重をかけたダイアモンドで表面を引っかいて痕をつくり、顕微鏡を用いてその痕の幅を計測するというものである。日本語では「引っかき試験機」などとも表現される。
ダイアモンドの針先を支える芯に、炭化タングステンを用いたものなどもある。
スクレロメーターの導入によって、モース硬度の間隔が均一ではないことが明らかにされた。